# Bethalus linguitelson
Bethalus linguitelson är en kräftdjursart som beskrevs av Barnard 1960. Bethalus linguitelson ingår i släktet Bethalus och familjen Armadillidae. Inga underarter finns listade i Catalogue of Life.